# Гли
Гли (око 2004. – 7. новембар 2020) је била турска европска краткодлака мачка из Истанбула најпознатија по томе што је живела у Аја Софији, због чега је постала позната на интернету, привлачећи пажњу гостујућих туриста. Гли је рођен 2004. године и одрастла је у Аја Софији. Привукла је значајну пажњу медија када је Аја Софија поново отворена за богослужење 2020.
Гли је преминула 7. новембра 2020 у ветеринарској клиници у Левенту, у Истанбулу. Објављено је да ће она бити сахрањена у просторијама Аја Софије. Инстаграм налог @hagiasophiacat био је посвећен Гли и пратило га је више од 118.000 људи у време њене смрти.

## Живот
Гли је рођена у Аја Софији 2004. Маче, имала је двоје браће и сестара, по имену Пати и Кизим. Гли је имао само једно потомство, црну мачку по имену Каракиз („Црна девојка“). Гли су волели туристи који су посетили Аја Софију, која је у то време била музеј, и постала је симбол Аја Софије. Гли је први пут постала популарана када је Барак Обама посетио Аја Софију 2009. године; он и Реџеп Тајип Ердоган помиловали Глиа. Након што је речено да се Аја Софија поново отварена за богослужење као џамија, Гли је објављен на друштвеним мрежама и поново је постао познат. Након вести да се Аја Софија поново отвара за богослужење, у вестима је била и Глијева судбина. Портпарол председника Ибрахим Калин изјавио је: "Мачка је постала веома позната, а има и других који још нису постале толико познате. Та мачка ће бити тамо, и све мачке су добродошле у наше џамије."
Гли је умрла 2020. на ветеринарској клиници у Левенту, након што је била на лечењу од 24. септембра, рекао је гувернер Истанбула Али Јерликаја . Сахрањена је у башти Аја Софије.